# Ofion (gigant)
Ofion (gr. Ὀφίων Ophíōn, łac. Ophion, Serpens ‘wąż’) – w mitologii greckiej jeden z gigantów.
Walczył z Zeusem. Bóg przywalił go skałą zwaną Ofionion.